# Buckner (Kentucky)
Buckner és una concentració de població designada pel cens dels Estats Units a l'estat de Kentucky. Segons el cens del 2000 tenia 4.000 habitants.

## Demografia
Segons el cens del 2000, Buckner tenia 4.000 habitants, 580 habitatges, i 512 famílies. La densitat de població era de 209,8 habitants/km².
Dels 580 habitatges en un 49,5% hi vivien nens de menys de 18 anys, en un 80,5% hi vivien parelles casades, en un 5,9% dones solteres, i en un 11,7% no eren unitats familiars. En el 9,5% dels habitatges hi vivien persones soles el 2,9% de les quals corresponia a persones de 65 anys o més que vivien soles. El nombre mitjà de persones vivint en cada habitatge era de 3,07 i el nombre mitjà de persones que vivien en cada família era de 3,28.
Per edats la població es repartia de la següent manera: un 14,3% tenia menys de 18 anys, un 12,5% entre 18 i 24, un 46% entre 25 i 44, un 23,8% de 45 a 60 i un 3,5% 65 anys o més.
L'edat mediana era de 36 anys. Per cada 100 dones de 18 o més anys hi havia 461 homes.
La renda mediana per habitatge era de 81.548 $ i la renda mediana per família de 83.323 $. Els homes tenien una renda mediana de 50.395 $ mentre que les dones 31.484 $. La renda per capita de la població era de 15.867 $. Entorn de l'1,9% de les famílies i l'1,7% de la població estaven per davall del llindar de pobresa.

## Poblacions més properes
El següent diagrama mostra les poblacions més properes.